# 前田虎徹
前田 虎徹（まえだ こてつ、2011年11月22日 - ）は、日本の子役タレント。テアトルアカデミー所属。身長113.0cm。

## 出演

### テレビドラマ
- 西村京太郎サスペンス（テレビ朝日）
  - 鉄道捜査官17（2017年） - 功（幼少期） 役
- 監獄のお姫さま（2017年、TBS） - 板橋勇介 役
- ヘッドハンター（2018年、テレビ東京） - 郷原翔太 役
- 限界団地（2018年、フジテレビ） - 桜井颯斗 役[2]
- パンドラIV AI戦争（2018年、WOWOW）

### CM
- トイザらス - こども社長 役
  - こども社長 就任発表記者会見篇（2018年）
  - こども社長 社長の責任篇（2018年）

### その他
- 痛快TVスカッとジャパン（2017年、フジテレビ）
- 中居正広の金曜日のスマイルたちへ（TBS）
  - YOSHIKI編（2018年） - 弟 役